# Eiji Ina
Eiji Ina (伊奈 英次, Ina Eiji, né en 1957) est un photographe japonais.

## Prix, récompenses
- 2009, Prix de photographie de Sagamihara

## Ouvrages d'Ina
- Yōroppa toire hakubutsushi (ヨ -ロッパ・トイレ博物誌?). Tokyo: Inax, 1988.  (ISBN 4-915737-00-4). Tokyo: Inax, 1990.  (ISBN 4-8099-1004-0). Textes de Hiroshi Unno (海野弘?) et autres.
- Nihon toire hakubutsushi (日本トイレ博物誌?). Tokyo: Inax, 1990.  (ISBN 4-8099-1001-6). Textes de Kaoru Agi ((阿木香?)) et autres.
- Nihon tairu hakubutsushi (日本タイル博物誌?). Dai-san kūkan sensho. Tokyo: Inax, 1991.  (ISBN 4-8099-1008-3). Textes de Kaoru Agi et autres.
- Toshi kūkan no kansei (都市空間の感性?). Tokyo: TBS Britannica, 1992.  (ISBN 4-484-91241-4). Ed.(内田洋行知的生産性研究所?).
- Eki dezain to paburikku āto: Ōedo-sen 26-eki shashinsū (駅デザインとパブリックアート　大江戸線26駅写真集?). Tokyo: Tōkyō Chikatetsu Sekkei, 2000.
- Toshi fūkei no mekanizumu: Ina Eiji Kanemura Osamu no shashin Tenran (都市風景のメカニズム　伊奈英次・金村修の写真?) / Inside Out: Mechanism of Cityscapes. Ryūdō suru bijutsu, 8. Fukuoka: Fukuoka-shi Bijutsukan, 2003. Avec Osamu Kanemura.
- Waste. Tucson, Az.: Nazraeli, 1998.  (ISBN 3-923922-65-5).
- Emperor of Japan. Portland, Or.: Nazraeli, 2008.  (ISBN 1-59005-245-5).
- Wacht. Portland, Or.: Nazraeli, 2010.  (ISBN 1-59005-285-4).